# 사자자리 I 왜소은하
사자자리 I 왜소 은하(영어: Leo I Dwarf)는 사자자리에 있는 왜소 은하이다. 사자자리의 알파 별인 레굴루스 옆에 있다. 표면 밝기가 매우 낮아 보기 힘든 대상이다.

## 관측 여부
별 하늘 지기 경화수월이 12인치 반사 망원경으로 2016년 2월 9일 관측에 성공하였다. 5인치 망원경으로 관측 성공한 사람도 있다.